# St. Godeberti

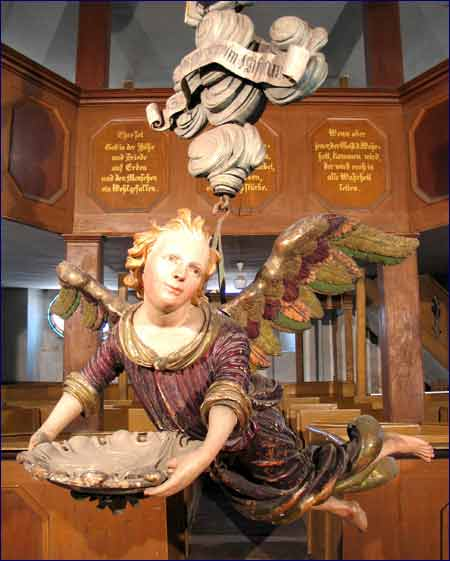
Taufengel von Michael Helwig in St. Godebert

St. Godeberti (auch: St. Godoberti oder Wissmannkirche) ist eine barocke Dorfkirche in Bebertal I (früher Alvensleben), einem Ortsteil der Gemeinde Hohe Börde im Landkreis Börde in Sachsen-Anhalt. Die Kirche liegt an der Ringstraße innerhalb des Ortes direkt an der B 245. Der Name ist eine Sonderschreibweise des heiligen Godehard.

## Architektur
Der 1697 als Gutskirche über einem Rechteck errichtete Bau mit Dachreiter wurde Ende des 19. Jahrhunderts restauriert. Die zur Straße zeigende Nordseite ist als Schauseite mit zwei symmetrisch angeordneten rechteckigen Portalen (mit dazwischen befindlicher Stifterinschrift) und zwei Reihen Fenstern (über quer-ovalen Öffnungen große Rundbogenfenster) gestaltet.
Im Inneren befindet sich eine doppelgeschossige Empore aus Holz auf rechteckigen Pfosten, östlich ein zwischen monumentalen korinthischen Säulen eingefügte Altar-Kanzel. Diese ist von einem hochoval gerahmten Ecce-Homo-Gemälde bekrönt und von Engeln flankiert. Der Kanzelkorb ist reich mit vegetabilischer Schnitzerei verziert (Datierung: 1698). Das Gestühl ist achteckig zentriert. Ein überregional beachteter Taufengel, der im Kirchenraum frei zu schweben scheint, verweist mittels Inschrift auf das Jahr 1700. In das Epitaph des Stifters der Kirche Herrmann Wissmann († 1717) ist in architektonischer Rahmung die weiße Marmorbüste des Verstorbenen integriert.
Etwa 200 Meter nördlich der Dorfkirche befindet sich auf einer Anhöhe der Glockenturm, der ehemals angeblich zur Kirche einer Kalandsbruderschaft gehörte. Lage

## Orgel
Die Orgel der Godebertkirche wurde im Jahre 1883 von der Orgelbaufirma Böttcher (Magdeburg) gebaut. Das Instrument hat 23 Register auf zwei Manualen und Pedal. Die Spieltraktur ist mechanisch. Die Orgel wurde 2021 durch die Firma Hüfken (Halberstadt) erneuert.
| Hauptwerk C–f3 |     |
| Principal      | 8′  |
| Bordun         | 16′ |
| Viola da Gamba | 8'  |
| Hohlflöte      | 8'  |
| Weitgedackt    | 8′  |
| Octave         | 4′  |
| Spitzflöte     | 4′  |
| Sesquialter    | 2f  |
| Superoctave    | 2'  |
| Mixtur         | 3f. |
| Clarinette 8'  | 8'  |

| II Manual (Schwellwerk) C–f3 |    |
| Geigenprincipal              | 8′ |
| Flaut traverso               | 8′ |
| Salicional                   | 8′ |
| Liebl. Gedackt               | 8′ |
| Voix celeste                 | 8' |
| Rohrflöte                    | 4′ |
| Salicional                   | 4' |

| Pedal C–d1  |     |  |
| Majorbaß    | 16′ |  |
| Subbaß      | 16′ |  |
| Pricipalbaß | 8'  |  |
| Cello       | 8'  |  |
| Posaune     | 16′ |  |

Spielhilfen: Sperrventil Hauptwerk, Sperrventil Schwellwerk, Manualkoppel

## Aktuelle Nutzung
Der Förderverein Dorfkirche Bebertal e.V. etablierte die Kirche als Radfahrerkirche am 2008 eröffneten Elbe-Aller-Radweg, der die Radwanderwege Elberadweg und Allerradweg verbindet.